# نوکتورن (فیلم)
«نوکتورن» (انگلیسی: Nocturne) فیلمی در ژانر معمایی به کارگردانی ادوین ال مارین است که در سال ۱۹۴۶ منتشر شد. از بازیگران آن می‌توان به جرج رافت و لین باری اشاره کرد.